# Plebiscyt Przeglądu Sportowego 1934
9. Plebiscyt Przeglądu Sportowego na najlepszego sportowca Polski zorganizowano w 1934 roku.

## Wyniki
1. Stanisława Walasiewicz - lekkoatletyka (30 392 pkt.)
2. Jadwiga Wajsówna - lekkoatletyka (22 871)
3. Janusz Kusociński - lekkoatletyka (14 240)
4. Ernest Wilimowski - piłka nożna (12 813)
5. Czesław Cyraniak - boks (12 518)
6. Stanisław Marusarz - narciarstwo (10 731)
7. Ignacy Tłoczyński - tenis (9014)
8. Alojzy Ehrlich - tenis stołowy (8608)
9. Władysław Segda - szermierka (7403)
10. Szapsel Rotholc - boks (6216)